# NGC 4089
NGC 4089 é uma galáxia elíptica (E) localizada na direcção da constelação de Coma Berenices. Possui uma declinação de +20° 33' 23" e uma ascensão recta de 12 horas, 05 minutos e 37,5 segundos.
A galáxia NGC 4089 foi descoberta em 4 de Maio de 1864 por Heinrich Louis d'Arrest.